# Passwd (Unix)
A passwd parancssori eszköz Unixon és Unix-szerű operációs rendszerek alatt, mely a felhasználó jelszavának módosítására szolgál. A felhasználó által beírt jelszóból egy hash-t képeznek, és csak ezt tárolják el, magát a jelszót nem.
Amikor a felhasználó bejelentkezik, a felhasználó által beírt jelszó ugyanezen függvényen fut keresztül, és a kinyert hash-nek meg kell egyeznie a mentett változattal. Ha egyezés van, akkor a felhasználó autentikációja megtörténik.
A root egy felhasználónév megadásával más felhasználó (elfelejtett) jelszavát is meg tudja változtatni. A normál felhasználók csak a sajátjukét.
A passwd parancs a helyi jelszó változtatásra szolgál, de a legtöbb rendszeren az elosztott autentikációs mechanizmusok, mint a NIS, Kerberos vagy LDAP jelszavainak változtatására is alkalmas.
A múltban különböző parancsokra volt szükség a különböző hitelesítési rendszerekben való jelszóváltoztatásokhoz. Például a NIS jelszó változtatásához az yppasswd-öt kellett indítani. Ez a felhasználók számára szükségessé tette, hogy különböző jelszócsere-módszereket ismerjen, valamint pazarló módon ugyanazt a kódot többször is fel kellett használni a különben ugyanazt a funkciót más-más back-enddel ellátó jelszócsere-programokban. Ma már a legtöbb implementációban összevonták ezeket egyetlen passwd parancsba, és a tényleges jelszócsere a felhasználó számára transzparens módon, PAM-okon (Pluggable Authentication Module, kicserélhető hitelesítési modul) keresztül történik.